# عبد الله بن زايد آل نهيان
عبد الله بن زايد آل نهيان (1972-) هو وزير الخارجية في دولة الإمارات العربية المتحدة ونائب رئيس مجلس الوزراء، وهو الابن السادس عشر من أبناء الشيخ زايد بن سلطان آل نهيان وأُمه هي الشيخة فاطمة بنت مبارك الكتبي، وهو حاصل على شهادة البكالوريوس في العلوم السياسية من جامعة الإمارات العربية المتحدة عام 1995م.

## الحياة السياسية والمناصب
عُين بموجب مرسوم اتحادي بتاريخ 16 أبريل 1995 وكيلاً لوزارة الإعلام والثقافة، وأصدر الشيخ زايد بن سلطان آل نهيان رئيس الدولة مرسوماً اتحادياً بتاريخ 14 مارس 1997 بتعيينه وزيراً للإعلام والثقافة، وأصدر الشيخ خليفة بن زايد آل نهيان رئيس الدولة مرسوماً اتحادياً بتاريخ 9 فبراير 2006 بتعيينه وزيراً للخارجية. ويتولى مناصب رئيس المجلس الوطني للإعلام وعضو اللجنة الدائمة للحدود ونائب رئيس مجلس إدارة صندوق أبوظبي ورئيس مجلس إدارة مؤسسة الإمارات، وكان يشغل منصب رئيس مجلس إدارة المجلس الوطني للإعلام (2006-2008).

### العمل في وزارة الإعلام والثقافة
له نشاطات خارجية مكثفة منها زايارته للأراضي الفلسطينية ثلاث مرات لتدشين وافتتاح مدينة الشيخ زايد في غزة وتدشين مدينة الشيخ خليفة في رفح. كما قام قبل نحو ثلاث سنوات بافتتاح مشروع إزالة الألغام في جنوب لبنان بتمويل إماراتي بلغ 50 مليون دولار، ومثل الإمارات في العديد من المحافل الدولية أبرزها في الذكرى السنوية الخمسين لتأسيس الأمم المتحدة حيث ألقى كلمة الإمارات. وكان له دور بارز بعد أحداث 11/9 في توضيح الموقف العربي من هذه الأحداث وخاصة لوسائل الإعلام الأميركية.
كما أن له العديد من المواقف والتصريحات الشهيرة ومنها انتقاده لعملية انتحارية في ريشون لتسيون قرب تل أبيب بسبب مدى الضرر الذي ألحقه توقيت هذه العملية بالمصلحة الفلسطينية، والمساعي العربية الحثيثة لتعديل الموقف الاميركي من الصراع العربي ـ الإسرائيلي وزيادة انخراط الإدارة الأميركية في الجهود السلمية. كما انتقد في القمة العربية التي سبقت الاحتلال الأميركي للعراق الدول العربية لإجهاضها مبادرة الشيخ زايد التي قامت على مطالبة الرئيس العراقي صدام حسين بالتنحي عن الحكم ومغادرته العراق هو وأسرته مع إعطائه ضمانات بعدم التعرض له. وقال وقتها «إن مبادرة الإمارات أقولها مع الأسف وقلبي مليء بالألم ومن المحزن أن الناس ستتذكر المبادرة بعد أن يستباح العراق وبعد دخول القوات الأميركية إلى العراق وبعد أن نرى حكماً أميركياً للعراق».
على صعيد القضايا الإعلامية الداخلية، عرف عنه مناصرته لإصدار قانون جديد للمطبوعات أكثر انفتاحاً. وقال في إحدى جلسات المجلس الوطني الإتحادي إنه «يخشى لو جرت إعادة النظر في قانون المطبوعات أن يأتي القانون المعدل مقيّداً للحريات بشكل أكبر مما هو عليه القانون الحالي، وأكثر قسوة في أحكامه على الصحافيين». وفي رده مرة على ما تردد من منع وزارته لمجموعة من الكُتَّاب الإماراتيين من الكتابة في وسائل الإعلام المحلية ومنهم كما ذكروا بعض أساتذة الجامعات مثل الدكتور محمد عبد الله الركن والدكتور عبد الرزاق فارس، تحدى أمام المجلس الوطني الإتحادي أي مؤسسة إعلامية لديها تعليمات بهذا الخصوص من وزارة الإعلام والثقافة، كما تحدى أن يكون هناك أي اتصال من وزارة الإعلام مع أي مؤسسة صحافية أو إعلامية لمنع التعامل مع الكتاب المشار إليهم. وقال حينها بوضوح «لم يتم بالمطلق أي تدخل من وزارة الإعلام لمنع الكتاب، لكن إذا كانت هناك خلافات شخصية بين هؤلاء والمؤسسات، فإن الوزارة لا تستطيع التدخل في هذا الشأن».

### العمل في وزارة الخارجية
إنضم الشيخ عبدالله بن زايد إلى الحكومة الإتحادية في 9 فبراير 2006 كوزير للخارجية، حيث تتركز مهامه في المحافظة على مواقف سياسية واضحة تدعم علاقة الإمارات مع شركائها الإقليميين والدوليين.

## آراؤه
العداء لجماعة الإخوان المسلمين و لحركة المقاومة الإسلامية (حماس).

## مواقف مثيرة للجدل
في ديسمبر 2017، تسبب الوزير الإماراتي بأزمة دبلوماسية بين بلده وتركيا عندما أعاد نشر تغريدة مسيئة لقائد الجيش العثماني في المدينة المنورة أثناء الحرب العالمية الأولى فخر الدين باشا اتهمه فيها بالنهب والسرقة. تركيا ردّت باستدعاء القائم بأعمال السفير الإماراتي وأبلغته استياءها الشديد من الموقف. كما قامت بلدية أنقرة بتغيير اسم الشارع الذي تتواجد فيه السفارة الإماراتية إلى شارع فخر الدين باشا.

## حياته الخاصة

### نسبه
عبد الله بن زايد بن سلطان بن زايد بن خليفة بن شخبوط بن ذياب بن عيسى بن نهيان بن فلاح بن هلال بن فلاح بن محمد بن سلطان بن محمد بن هلال بن جبلة بن أحمد بن إياس بن عبد الأعلم بن برسم بن الأسعد بن حبيب بن عمرو بن كاهل بن أسلم بن تدول بن تيم اللات بن رفيدة بن ثور بن كلب بن وبرة بن تغلب بن حلوان بن عمرو بن الحافي بن قضاعة.
واختُلف في نسب قضاعة:
- فقيل: هو قضاعة بن مالك بن حمير بن سبأ بن يشجب بن يعرب بن قحطان[6]
- وقيل: قضاعة بن معد بن عدنان

### زوجاته وأبناؤه
متزوج من الشيخة اليازية بنت سيف بن محمد آل نهيان وأنجب منها:
- الشيخ محمد بن عبد الله بن زايد آل نهيان.
- الشيخة فاطمة بنت عبد الله بن زايد آل نهيان.
- الشيخ زايد بن عبد الله بن زايد آل نهيان.
- الشيخ سيف بن عبد الله بن زايد آل نهيان.
- الشيخ ذياب بن عبد الله بن زايد آل نهيان.

## وصلات خارجية
- صفحة عبد الله بن زايد في تويتر.